# Ephesia benacensis
Ephesia benacensis är en fjärilsart som beskrevs av Rocci 1931. Ephesia benacensis ingår i släktet Ephesia och familjen nattflyn. Inga underarter finns listade i Catalogue of Life.